# Piloña
Piloña är en kommun i Spanien. Den ligger i den autonoma regionen Asturien i norra delen av landet, 300 km norr om huvudstaden Madrid. Antalet invånare är 6 753 (2024).